# Маргарет Шотландская (королева Норвегии)
Ма́ргарет Шотла́ндская (англ. Margaret of Scotland, др.-сканд. Margrét Alexandersdóttir, норв. Margrete Alexandersdotter, гэльск. Maighread Nic Rìgh Alasdair; 28 февраля 1261 — 9 апреля 1283) — шотландская принцесса, королева Норвегии и жена короля Норвегии Эйрика II Магнуссона, единственная дочь короля Шотландии Александра III от брака с Маргарет Английской. Маргарет была выдана замуж за короля Норвегии, но после непродолжительного брака умерла, родив единственную дочь Маргарет Норвежскую Деву, которая в 1286—1290 годах была формальной королевой Шотландии и смерть которой привела к жестокому династическому кризису Шотландии. 
Проблема выплаты остатков приданного Маргарет привела к длительному спору между Норвегией и Шотландией. В шотландской и норвежской традициях Маргарет описывается как культурная женщина, обладавшая хорошими манерами.

## Происхождение и ранние годы
Маргарет происходила из Данкельдской династии, представители которой управляли Шотландским королевством с середины XI века. При этом к моменту её рождения шотландский королевский дом находился на грани вымирания. Дед Маргарет, король Александр II, был единственным законнорожденным сыном в семье. Его сёстры нашли себе мужей среди английской знати, но наследников не имели. Первый брак Александра II был бездетным. От его второго брака 4 сентября 1241 года в Роксбурге родился единственный сын, ставший после смерти отца в 1249 году королём под именем Александра III. Как утверждали в 1291 году Брюсы, в то же время, когда Александр II женился второй раз, он назначил своим наследником Роберта Брюса, который был сыном его двоюродной сестры Изабеллы, второй дочери Давида, графа Хантингдона. Историк Джеффри Бэрроу считает, что хотя об этом было заявлено 50 лет спустя, в 1291 году, в этой истории могла быть доля правды. В рождество 1251 года Александр III женился на Маргарет, дочери английского короля Генриха III. Жениху тогда было всего 10 лет, невесте — 11 лет. Старшим ребёнком, родившимся в этом браке, была Маргарет. Позже родились двое сыновей: Александр (21 января 1264 года), ставший наследником престола, и Давид (1273 год), который умер ребёнком. В 1275 году король овдовел.
Маргарет родилась 28 февраля 1261 года в Виндзорском замке. О её юных годах известно мало. Сохранились письма Маргарет к её дяде, королю Эдуарду I, которые, как отмечает историк М. Прествич, свидетельствуют о том, что она к нему относилась с нежностью.

## Политическая ситуация в Норвегии накануне брака
В августе 1281 года Маргарет Шотландская в необычайно позднем возрасте 20 лет была выдана замуж за норвежского короля Эйрика II Магнуссона. Причины брака были политическими. Ещё в эпоху викингов жители Норвегии активно колонизировали лежащие к западу от неё острова: Гренландию, Исландию, Фарерские, Шетландские, Оркнейские и Гебридские острова, а также остров Мэн. Более поздние правители Норвегии поддерживали связь с потомками колонистов и с переменным успехом стремились подчинить их. В первую очередь это касалось островов, расположенных к северу и западу от Шотландии. Чтобы укрепить эти связи, в 1252 или 1253 году была учреждена отдельная Норвежская церковная область, объединившая 6 епархий от Гренландии на севере до Гебридских островов и острова Мэн на юге. При этом ещё начиная с эпохи викингов между Норвегией и Британскими островами велась торговля; когда в течение XII века норвежцы стали экспортировать сушённую и вяленую рыбу в огромных масштабах, главным рынком сбыта стала Англия. Подобное положение сохранялось до XIV века. Со второй половины XII века начались и дипломатические контакты между двумя королевствами. 
Долгое правления норвежского короля Хакона IV Хоконсона (1217—1263 годы) положило конец столетним войнам за престолонаследие и способствовало формированию национальной системы правления королевством со столицей в Бергене. В 1223 году между двумя странами был заключён торговый договор, с помощью которого норвежцы пытались помешать усилиям шотландских королей подчинить Западные острова. При этом Хокон проводил активную и иногда агрессивную внешнюю политику, которая была прервана неудачной военной экспедицией в Шотландию в 1263 году, вскоре после чего король умер. Его наследник, Магнус VI Хоконсон, в отличие от отца уделял внимание стабильности внутри страны, стремясь к миру в отношениях с другими королевствами. Понимая, что норвежская корона не может контролировать находящиеся к западу от Шотландии Гебридские острова и остров Мэн, он заключил с королём Шотландии Александром III Пертский договор, по которому они передавались Шотландии; взамен шотландцы признавали сюзеренитет Норвегии над Оркнейскими и Шетландскими островами, а также обязались выплатить 4 тысячи марок в течение четырёх лет и 100 марок ежегодно в неограниченный срок. Заключению мира между Норвегией и Шотландией способствовала позиция английского короля Генриха III: англо-норвежская торговля сильно страдала из-за конфликта вокруг Западных островов, в результате он в 1264 году поставил условием возобновления торгового договора 1223 года между Норвегией и Англией заключение мира с Шотландией.

## Заключение брака
Норвежский историк Кнут Хелле считает, что инициатива заключения брака между наследником норвежской короны и шотландской принцессой принадлежала Магнусу VI. Династический брак должен был сгладить возникшее напряжение между двумя королевствами. Кроме того, Норвегия была заинтересована обеспечить безопасность Оркнейских и Шетландских островов. Магнус VI умер в мае 1280 года, после чего на престол вступил несовершеннолетний Эйрик II Магнуссон (умер в 1299). В отличие от отца и деда он оказался слабым правителем, в результате чего бароны и члены королевского совета доминировали в определении политики королевства даже после того, как король в 1282 году стал совершеннолетним. Будучи сторонниками более рискованной внешней политики, советники короля в начале 1280-х постарались обеспечить тесные связи с Англией и Шотландией. Вскоре после смерти Магнуса VI английскому королю Эдуарду I от имени Эйрика II было отправлено письмо с просьбой возобновить союз между двумя королевствами. В этот же период начались предварительные переговоры о браке нового норвежского короля с Маргарет, дочерью Александра III Шотландского. 
Брачный договор был подписан в Роксбурге 25 июля 1281 года. Согласно ему, приданое принцессы составляло 14 тысяч мерков (4666 фунтов 13 шиллингов 4 пенса), что сулило финансовую прибыль Норвежскому королевству, остро нуждавшемуся в деньгах. Приданое должно было выплачиваться ежегодными четырьмя платежами, причём первый — после прибытия невесты в Норвегию. При этом шотландскому королю была предоставлена возможность (которой он воспользовался) направить половину суммы на годовую ренту за землю в размере 1 к 10, что соответствовало аннуитету в 700 мерков. Косвенно договор подтверждал обязательство шотландской короны ежегодно выплачивать 100 марок за Западные острова, поскольку оговаривалось, что эта выплата начнётся после достижения Эйриком II в 1282 году возраста 14 лет, что гарантировало личное подтверждение им брака. Для покрытия второй половины приданого шотландская корона передало Эйрику II шотландские поместья Ротимей в Банфшире, Белхелви в Абердиншире, Батгейт в Западном Лотиане и Рато в Мидлотиане, совокупный ежегодный доход которых как раз составлял 700 мерков в год. Именно эта часть соглашения, как и выплата оговоренных доходов от владений, позже вызвала длительные ожесточённые споры между Шотландией и Норвегией. В договоре присутствовал пункт, по которому Маргарет и её родившиеся в браке с Эйриком II дети имели полное право наследования шотландской короны, если Александр III умрёт, не оставив наследников. Кроме того, в Норвегии новой королеве выделяли доход с земельных владений, включавших 1400 фермерских домов. Вторая часть единовременной выплаты приданого была выплачена в 1282 году, тогда же была возобновлена выплата 100 марок, которая продолжалась до 1291 года. При этом выплата ренты от шотландских владений прекратилась после смерти Александра III в 1286 году. Проблема выплаты остатков приданного Маргарет привела к длительному спору между Норвегией и Шотландией.
11 августа принцесса Маргарет со свитой на шотландском корабле отплыла в Норвегию, куда прибыла 15 августа. Брачная церемония состоялась 2 или 3 недели спустя в Бергене. Тогда же Маргарет была коронована в бергенской церкви Христа в Холмене. Церемонию проводил архиепископ Нидароса Йон Рауд, на ней присутствовали как норвежские прелаты и знать, так и многие видные шотландцы. После неё началось празднование. Шотландская хроника сообщает, что как сама Маргарет, так и её друзья, выступали против брака, но отец навязал ей свою волю.

## Рождение ребёнка и смерть
Брак оказался для Маргарет нелёгкой ношей. В момент брака она была уже зрелой женщиной, муж же был подростком, которому было 13 лет. Мать Эйрика II, вдовствующая королева Ингеборга, занимала лидирующее место при норвежском дворе; по словам одного из шотландских хронистов, она возражала против коронации невестки. В шотландской и норвежской традициях Маргарета описана как культурная женщина. Одна из шотландских хроник пишет, что она пыталась «воспитать» своего мужа, обучала его английскому и французскому языкам и моде и пыталась привить хорошие манеры за столом.
Королева Маргарет умерла 9 апреля 1283 года. В одной из версий исландских анналов утверждается, что местом её смерти был Тёнсберг. Эта версия указывается в некоторых современных источниках, но автор статьи о ней в «Норвежской биографической энциклопедии» считает данное сообщение ошибочным, указывая, что местом смерти королевы был Берген. Единственным ребёнком, родившимся в этом браке, была Маргарет Норвежская Дева. Высказываются предположения, что именно рождение дочери послужило причиной смерти королевы.
Маргарет была похоронена в бергенской церкви Христа в Холмене.

## Наследство
Короткий период, когда Маргарет была норвежской королевой, имел серьёзные последствия как для Норвегии, так и для Шотландии. В 1284 году умер Александр, брат Маргарет, в результате чего возникла ситуация, которая в 1281 году была гипотетической: единственной наследницей Александра III оказалась внучка, Маргарет Норвежская Дева. Хотя король женился повторно, но 14 октября 1286 года он погиб в результате несчастного случая. Его вторая жена была беременной, но родившийся в ноябре ребёнок либо был мертворождённым, либо умер вскоре после рождения. В итоге королевой была провозглашена Норвежская Дева, от имени которой Шотландией управляли 6 «Хранителей Шотландии». Осенью 1290 года девочка, на которой английский король Эдуарда I хотел женить своего наследника, отплыла в новое королевство, но по дороге заболела и умерла на Оркнейских островах. Её тело было возвращено в Норвегию; её похоронили рядом с матерью.
Смерть Норвежской Девы вызвала жесточайший династический кризис, который в итоге привёл к завоеванию Шотландии Англией в 1296 году. Это привело к длительным кровопролитным войнам за независимость Шотландии, закончившимися только в 1357 году подписанием Берикского договора.
Муж покойной королевы Маргарет, король Эйрик II, также предъявлял претензии на шотландский трон. Кроме того, в 1292 году он потребовал от Шотландии выплатить компенсацию за то, что его дочь не стала королевой сразу после смерти Александра III. Все эти претензии были отклонены.
Вместе с Эйриком II, королева Маргарет заняла место в норвежской народной традиции благодаря романтической народной песне «King Eirik og Hugaljod». Она состоит из 38 строк, которые, судя по всему, были написаны в XIV веке. Н. Бьёрго считает, что песня восходит к висе, которая была связана с браком Эйрика II и Маргарет.

## Брак и дети
Муж: с августа 1381 года Эйрик II Магнуссон (1268 — 13 июля 1299), король Норвегии с 1273 года. Дети:
- Маргарет Норвежская Дева (9 апреля 1283 — сентябрь 1290), королева Норвегии с 1286 года[8][11].